# ボバンギ語
ボバンギ語（ボバンギご、Bobangi）とは、コンゴ民主共和国などで話されているバントゥー語の一つである。かつてはコンゴ川流域で広く用いられていたが、やがて共通語の地位はボバンギ語と極めて似通った言語であるリンガラ語（Lingala）に奪われた。ただし、そもそもリンガラ語はもともとボバンギ語を母体として生じたものであるとする見方が学術的に有力であり（参照: #分類）、またリンガラ語の語彙の半分以上はボバンギ語由来のものである。

## 歴史

コンゴ民主共和国の河川および都市の図

ボバンギ語の文法書および辞書である Whitehead (1899) は、ウバンギ川河岸のボバンギ話者たちと生活を共にした元バプテストの宣教師であるジョン・ホワイトヘッド（John Whitehead）によってまとめられた。
ホワイトヘッドの時代にはボバンギ語の本来の話者たちは既に数えるほどしかおらず、その奴隷の子孫たちや外部からやってきてボバンギ語話者たちと暮らし同じ言語を話すようになった人間たちが、
- カサイ川（Kasai）とコンゴ川の合流点やその下流からイレブ（フランス語版）（Irebu）までのコンゴ川南岸地域
- モバンギ川（Mobangi）沿岸
- コンゴ川北岸のバクトゥ[注 1]やンコンダ（Nkonda）

に見られた。またこの時代にはボバンギの地域に住んでいたモイやリクバ（Likuba）、ボンガ（Bonga）、ンパマ、ンゴンベ、ロサカニ（Losakani）といった他の部族や当時白人たちにバンガラ（Bangala）として一まとめに認識されていた河岸の人々も、異なる部族同士による意思疎通の手段としてボバンギ語を用いていた。ボバンギ語はコンゴ自由国の官吏らや商人らによって用いられ、またコンゴの他の地域から配属された召使い、労働者らも商人たちの言葉に倣って用いるなど、マレボ湖からバンガラ（Bangala）より向こう側にかけての地域での最重要言語と目され得る存在であった。その後については、ボバンギ語からリンガラ語が派生し、そのリンガラ語が他の地域でも用いられるようになったとする見方が優勢である（参照: #分類）。
現代ではコンゴ民主共和国の旧エクアトゥール州（Équateur）のボロボ（Bolobo）からムバンダカ（Mbandaka）にかけて5万9千人が、コンゴ共和国ではキュヴェト地方（Cuvette）やリクアラ地方（Likouala）に6千400人の話者がいるとされている（2000年）。
日本語文献でボバンギ語に焦点を当てて言及した例としては、バントゥー諸語を専門としていた言語学者である湯川恭敏による『言語学大辞典』中の項目（湯川 (1992)）が挙げられるが、その文法記述は当時のザイールのエクアトゥール州ルコレラ（Lukolela）の方言に基づくものである。

## 分類
ボバンギ語の分類は Lewis et al. (2015a) と Hammarström et al. (2017) の両者で大西洋・コンゴ諸語（Atlantic-Congo）からヴォルタ・コンゴ諸語（Volta-Congo）、ベヌエ・コンゴ諸語（Benue-Congo）、バントイド諸語（Bantoid）、Southern Bantoid、狭義のバントゥー諸語（Narrow Bantu）までの部分は共通しており、それより先の細かい分類は互いに異なるが、Hammarström et al. (2017) ではボバンギ・バンガラ・リンガラ諸語（Bobangi-Bangala-Lingala）という括りの下でリンガラ語やバンガラ語（Bangala）と近い関係にあるとされている。
そもそもリンガラ語はボバンギ語を起源、もしくは起源の1つとして成立したものであるとする学説がこれまでにいくつか出されている。Bokamba (2009) によると、まず#歴史で触れられた Whitehead (1899) はボバンギ語とリンガラ語との間に多数の同系語が認められる点を根拠に、ボバンギ語からリンガラ語が生じてウバンギ川沿岸部のコンゴの交易人たちの間の通商語となり、やがてコンゴ川伝いにコンゴ民主共和国北東部のキサンガニ（Kisangani）まで爆発的に広まった、とする見方に立っている。Bokamba はホワイトヘッドと同様の見方は Guthrie (1935)、Bwantsa-Kafungu (1970, 1972)、Bokula (1983) など、他の数々の研究者たちもとってきたものであるとしている。Mumbanza (1973) はこれとは裏腹にリンガラ語の母体となった河岸部の言語はいくつも存在し、ボバンギ語はその1つであったに過ぎないと主張している。Samarin (1982; 1985; 1990/1991) はリンガラ語はボバンギ語からのピジンの形で19世紀後期の中央アフリカ植民地化の時期にリンガ・フランカとして発達し、またボバンギ語自体も植民地化よりも前の時点においてはカサイ川とコンゴ川の合流点を起点として通商語として用いられていたと主張している。

## 音韻論
ボバンギ語の音節は全て開音節、つまりは母音終わりであり、また子音前鼻音（日本語でいえば「ン」のような音）が語頭に立ち得るなど、他のバントゥー諸語と音韻的に共通する特徴が見られる。

### 子音
Whitehead (1899:1) にはボバンギ語のアルファベットとして以下のラテン文字19字と文字の名、および文字名の読みについての説明が示されている。
| 字母 | 字母の発音についての説明 |
| ---- | ------------------------ |
| a    | father の a              |
| b    | bell の be               |
| c    | itself の tse            |
| d    | den の de                |
| e    | bale の a                |
| g    | get の ge                |
| i    | peel の ee               |
| k    | keg の ke                |
| l    | let の le                |
| m    | met の me                |
| n    | net の ne                |
| o    | brought の ou            |
| p    | pet の pe                |
| s    | set の se                |
| t    | tell の te               |
| u    | pool の oo               |
| w    | wet の we                |
| y    | yet の ye                |
| z    | adze-edge の dze         |

このうち a、e、i、o、u については同書の母音で扱われているため、残りの14字を子音字と捉えることが可能である。
なお Lewis et al. (2015a) は、かつてはラテン文字が用いられていたが、もはや使用されてはいないとしている。

### 母音
Whitehead (1899:3–4) では母音7種類それぞれに対応する上昇調（英: raised tone）のものと低声調（英: lowered tone）のものが示され、以下の表のような対応関係となっている。
| 上昇調 | 上昇調                   | 低声調 | 低声調                      |
| 文字   | 説明                     | 文字   | 説明                        |
| ------ | ------------------------ | ------ | --------------------------- |
| a      | 英語の fat の a          | ā      | 英語の father の a          |
| e      | 英語の met の e          | ē      | 英語の mate の a            |
| ë      | デンマーク語の sted の e | ê      | デンマーク語の begynde の e |
| i      | 英語の pill の i         | ī      | 英語の peel の ee           |
| o      | 英語の not の o          | ō      | 英語の brought の ou        |
| ö      | 英語の nut の u に近い音 | ô      | 英語の pole の o            |
| u      | 英語の pull の u         | ū      | 英語の pool の u            |

湯川 (1992) は母音については高低アクセントの対立があると認めている他、バントゥー祖語以来の i、e、ɛ、a、ɔ、o、u の7つであり、ɛ と ɔ は直前の音節に e または o がある場合に ɛ と ɔ に変化させる、つまり母音調和の現象が見られるとしている。

## 文法
ボバンギ語の文法は、リンガラ語のものとほぼ同一である。他のバントゥー諸語にも共通して見られるが、名詞の接頭辞が「クラス」と呼びうる複数種類に分かれ、文全体において主語の名詞と同じ種類のものが用いられる（参照: #一致）。

### 形態論

#### 名詞
名詞には数などを表す接頭辞がつく。この接頭辞にはいくつかの種類があり、その区分はクラスと呼ばれるが、恐らく本来は語の意味によるものであったと考えられる。ボバンギ語のクラスの分け方や種類数は文献により異なるが、ここでは若干の名詞の例を挙げる。
| 意味 | 出典             | 単数   | 複数   | クラス            |
| ---- | ---------------- | ------ | ------ | ----------------- |
| 家   | Whitehead (1899) | ndakô  | ndakô  | 5                 |
| 家   | 湯川 (1992)      | ndako  | ndako  | 単数: 5、複数: 12 |
| 匙   | Whitehead (1899) | lītökô | mātökô | 9                 |
| 匙   | 湯川 (1992)      | litoko | matoko | 単数: 3、複数: 10 |
| 鳥   | Whitehead (1899) | mōlēkē | mīlēkē | 11                |
| 鳥   | 湯川 (1992)      | mɔlɛkɛ | milɛkɛ | 単数: 2、複数: 9  |

なお、この名詞接頭辞にはそれぞれ対応する形容詞的小辞が存在するが、これは後述する名詞の修飾や所有に関わる機能を有するものであり（参照: #形容詞的小辞）、また述語に関しても主語となる名詞の接頭辞と同じクラスの接頭辞が用いられるような、文全体における呼応が見られる場合もある（参照: #一致）。

#### 代名詞
Whitehead (1899:23) によるボバンギ語の独立代名詞は以下の通りである。
|        | 単数 | 複数  |
| ------ | ---- | ----- |
| 一人称 | ngai | bisö  |
| 二人称 | yo   | binö  |
| 三人称 | yêyë | bangö |

Whitehead はこのうち三人称単数の yêyë〈彼/彼女〉について、早口に発声された場合2番目の y が聞き取りづらくなり、yêë や yê に聞こえることがよくあるとしている。

#### 動詞
動詞の主語が人物や動物あるいは意志を有する存在である場合、以下のような人称代名詞的接頭辞が用いられる。
|        | 単数 | 複数 |
| ------ | ---- | ---- |
| 一人称 | na-  | lô-  |
| 二人称 | ô-   | bô-  |
| 三人称 | a-   | ba-  |

これらの接頭辞は時制や法の必要に応じて声調が加減される。主語を表す代名詞的接頭辞が動詞に正しく接続されてさえいれば、主語が名詞や代名詞の形で表されていなかったとしても動詞は数・人称・時制・法について完全なものであるということになる。
なお動詞が関係節を形成し（このとき主語は必ず三人称である）、かつ動詞に動物や物の属性がある場合、クラスを表す代名詞的接頭辞（英: class pronominal prefixes）が用いられる。

### 統語論

#### 形容詞的小辞
先述の通り、名詞のクラスごとに対応する形容詞的小辞（英: adjectival particle）が存在し、湯川 (1992) はその機能を日本語で「B の A」という場合の「の」にあたるものであるとしている。ただし、厳密には名詞の量や質に関する性質を限定するものであり、英語でいえば of にあたるものである。はっきりとした現在の所有関係を表す場合には形容詞的小辞に -mbë を組み合わせたものを、また過去の所有関係を表す場合には小辞に -liki を組み合わせたものをそれぞれ用いる。また、ボバンギ語における語順は日本語とは異なり、「A、形容詞的小辞、B」の順となる。
例:
- mwanā ô mwenē〈女の子〉（女性である子供、「女の子」） : mwanā ômbë mwenē〈女性の子供〉（女性の娘あるいは息子）[12]
- mwasi ô mōndele〈白人である妻〉 : mwasi ômbë mōndele〈白人男性の奥さん〉[12]
- bīlāmba bimbë mōndele〈白人の（ものである）いくつかの布〉[13] : bīlāmba biliki mōndele〈白人のものであったいくつかの布〉[13]
- ölāmba ê zenī 〈美しい布〉（逐語訳: 「美の布」）[13]

なお、ボバンギ語を中核として成立したと考えられるリンガラ語の口語では全般的に文法の簡略化が見られるが、この形容詞的小辞に相当する連結辞に関しては一律 na や ya となる。

#### 一致
たとえば Mātökô ma ngai manya mābālë māne ma ncömbëlī yo maölimbana. 「君が私に買ってくれた私のこれら2つの大きな匙がなくなっている」という文中で mātökô〈匙〉の ma という接頭辞は他の語の接頭辞や節の前の小辞として繰り返し登場するが、Whitehead (1899:8) はこれを「頭韻的一致」（英: alliterative agreement）と呼び、こうした共通の接頭辞による節と主語の一致はバントゥー諸語に共通して見られる現象であるとしている。Whitehead はまた同ページにおいて、「特に出だしで間違えると会話、作文いずれにおいても後の試みで誤りが明白に現れるし、伝達手段よりも思考の方に気を取られていると、そうして引き継がれてきた最初の誤りが嘆かわしくも必ず現実のものとなるであろう」などと述べ、ボバンギ語におけるこの文法的特徴を疎かにしないように戒めている。

#### 語順
Whitehead (1899:57) は、以下のような3つの法則と例文を挙げている。
1. 主語の意味を持つ名詞または代名詞は通例、動詞の前にくる。
2. 目的語の意味を持つ名詞または代名詞は通例、動詞の後にくる。
3. 限定の（英: definitive）の意味を持つ名詞または代名詞は通例、
  1. 前置詞の後ろに現れ、前置詞を修飾し、動詞の方向、手段、原因を前置詞と共に限定する。
  2. あるいは形容詞的小辞の後ろに現れ、他の名詞によって示された人や物の関係/性質を小辞と共に限定する。

- 例文: êlēnge atikī bôta bö môbutū ö ndakô「若者は見知らぬ者の銃を家の中に置いた。」（êlēnge が主語の意味を持つ名詞、bôta が目的語の意味を持つ名詞、形容詞的小辞 bö の後にくる môbutū と 前置詞 ö の後にくる ndakô とが限定の意味を持つ）

Dryer (2013a) は同じ Whitehead (1899:57) からボバンギ語の語順は SVO であると判断している。湯川 (1992) も語順については「主語、述語、目的語というのが普通」と述べている。